# Rob Nelson (biologiste)
Robert (Rob) Nelson (né le 13 août 1979 à Denver, Colorado, États-Unis) est un biologiste, réalisateur de documentaires et une personnalité de la télévision américaine.
Il contribue régulièrement à la série documentaire de Science Channel, What on Earth? (« Quoi sur Terre ? ») À partir de 2017, il a été l'hôte et le chercheur participant de la série documentaire de Science Channel, Secrets of the Underground (« Secrets du sous-sol »), dont le but était d'examiner les mystères légendaires de longue date qui se cachent sous la surface des rues, des bâtiments, de la terre et des plans d'eau, etc,. Nelson a également co-animé le documentaire d'Animal Planet, Life After Chernobyl (« La vie après Tchernobyl ») en 2015.
Il est titulaire d'un bachelier (BSc) en biologie et en océanologie de l'université de Miami, d'un Master of Science (MSc) de l'université d'Hawaï à Mānoa et d'un Master of Fine Arts (MFA) de l'université du Montana.
Il a remporté un Emmy Award en 2014 pour son travail sur Mysteries of the Driftless (« Mystères de la zone sans dérive »), un film documentaire sur la Driftless Area (« Zone sans dérive »), une région du Midwest des États-Unis, qui n'a jamais été recouverte de glaciers au cours de la dernière période glaciaire. Il a ensuite filmé une suite des Mysteries of the Driftless en 2018 intitulée Decoding the Driftless (« Décodage de la zone sans dérive »).
Le travail actuel de Nelson comprend le fait d'être le directeur de Untamed Science (« Science indomptée ») où il anime une émission YouTube du même nom. Il travaille en étroite collaboration avec le zoo de Caroline du Nord pour aider à raconter des histoires d'animaux inédites.